# Stade Poitevin Volley Beach 2020-2021
Questa voce raccoglie le informazioni riguardanti lo Stade Poitevin Volley Beach nelle competizioni ufficiali della stagione 2020-2021.

## Organigramma societario
Area direttiva
- Presidente: Claude Berrard

Area tecnica
- Allenatore: Brice Donat
- Allenatore in seconda: Stefano Mascia

## Rosa
| N° | Nome                | Ruolo | Data di nascita  | Nazionalità sportiva |
| -- | ------------------- | ----- | ---------------- | -------------------- |
| 1  | José Gutiérrez      | S     | 27 ottobre 2001  | Cuba                 |
| 2  | Alen Pajenk         | C     | 23 aprile 1986   | Slovenia             |
| 4  | Luca Ramon          | L     | 10 agosto 2000   | Francia              |
| 5  | Thomas Helfer       | P     | 4 aprile 2001    | Francia              |
| 6  | Gladstone Magalhães | C     | 28 febbraio 1997 | Brasile              |
| 8  | Swan N'Gapeth       | S     | 9 gennaio 1992   | Francia              |
| 9  | Giōrgos Petreas     | C     | 19 novembre 1986 | Grecia               |
| 10 | Tom Cannessant      | L     | 12 ottobre 1999  | Francia              |
| 11 | Alexandre Hoger     | P     | 24 marzo 2003    | Francia              |
| 12 | Marc Zopie          | C     | 31 maggio 1987   | Francia              |
| 13 | Micah Maʻa          | P     | 16 aprile 1997   | Stati Uniti          |
| 15 | Chizoba Neves       | O     | 25 luglio 1997   | Brasile              |
| 17 | Giacomo Raffaelli   | S     | 7 febbraio 1995  | Italia               |
| 18 | Marek Šotola        | O     | 5 novembre 1999  | Rep. Ceca            |